# Trošarina
Trošarina ali akciza predstavlja specifični davek na porabo.

## Zgodovina trošarin
Pred pojavom sodobnega pobiranja davkov so države pobiranje davkov na porabo izvajale točkovno, to je na pomembnih strateških mestih, mostovih, prehodih in naselbinah, ob prehodu blaga prek mitnice. Postopoma so se v zrelem srednjem veku v Srednji Evropi iz prvotno težko opredeljivih prometno-tržnih dajatev razvile posamezne dajatve, ki ji je med seboj mogoče ločevati, in med temi dajatvami se pojavijo tudi tim. naklade, ki so se na mitnicah pobirale za posebej določeno in praviloma manj številno blago, in ki so predstavljale staro obliko trošarinskih dajatev. S trošarinami so države obdavčevale promet tekstila, alkohola, soli, voska in razno drugo blago.
Pobiranje trošarin je iz takšnih ali drugačnih razlogov doživljalo kritike strokovnjakov- nekateri so v njih videli obliko prikrite kraje, posebej pomembna pa je bila ekonomska kritika Adama Smitha in Davida Ricarda, da trošarina deformira tržno alokacijo sredstev. Po prvi svetovni vojni so po svetu pobiranje trošarin postopoma pričeli opuščati in ga nadomeščati s splošnim prometnim davkom. Za trošarine je namreč po eni strani značilno, da je z njimi mogoče zbrati obsežne prihodke, po drugi strani pa so zanje značilni visoki stroški organiziranja in izvajanja njihovega pobiranja. Toda v sodobnem svetu zaradi zmanjševanja carinskih stopenj vse več držav ponovno pobira trošarinske dajatve in hkrati tudi splošni prometni davek.

## Pobiranje trošarin v Republiki Sloveniji
Republika Slovenija je zaradi vključevanja v Evropsko unijo morala vpeljati trošarinski sistem, zato je bil decembra 1999 sprejet Zakon o trošarinah, za izvajanje trošarinskega nadzora pa je postala zadolžena Carinska uprava Republike Slovenije. Slovenski trošarinski izdelki so bili sprva alkohol, alkoholne pijače, tobačni izdelki, mineralna olja in zemeljski plin. Zaradi vstopa v Evropsko unijo je bil nabor trošarinskih izdelkov razširjen na premog, biogorivo in električno energijo, pri čemer je država trošarine na električno energijo pričela pobirati šele leta 2007. Po združitvi Carinske uprave Republike Slovenije in Davčne uprave Republike Slovenije leta 2014 je pobiranje trošarin in izvajanje trošarinskega nadzora v rokah Finančne uprave Republike Slovenije.